# Anne-Jeanne-Félicité Mérard de Saint-Just
Anne-Jeanne-Félicité d’Ormoy, dite Mérard de Saint-Just, née le 28 juillet 1755 à Pithiviers et morte le 2 avril 1830 à Paris, est une écrivaine française.

## Biographie
Anne-Jeanne-Félicité Martin d’Ormoy est la fille de Claude Martin d'Ormoy, président de l'élection de Pithiviers (1755), et de Charlotte Chaumet.
Elle épouse en 1780 le poète et conteur Simon-Pierre Mérard de Saint-Just.
Elle publie d'abord des pastorales, comme Bergeries et Opuscules, livre paru en 1784 chez l'éditeur Didot l'aîné et, avec l'avocat Alix, Les quatre âges de l'homme (Moutard, 1784) illustré par des vignettes de Riollet d'après Gois.
Elle publie ensuite des romans sensibles comme L'Histoire de la baronne d'Alvigny, ouvrage paru en 1788 chez Maradan et réimprimé en 1793 sous le titre Dangers de la passion ainsi qu'un recueil de contes, nouvelles et romances intitulé La Corbeille de fleurs, le tout publié anonymement.
Ce sont ses derniers livres parus au XIXe siècle, des fictions romanesques édifiantes comme Les Orphelines par la Révolution, paru chez Volland en 1805, qui font reconnaître son talent auprès de ses contemporains.